# M6 Music
M6 Music è un'emittente musicale francese facente parte del gruppo M6; trasmette prevalentemente video musicali ed è disponibile via cavo, satellite, IPTV e DVB-H.

## Storia dell'emittente
M6 Music Hits è stata lanciata il 31 marzo 2005 per rimpiazzare M6 Music, canale che in origine aveva avuto la concessione dal CSA per trasmettere in digitale terrestre in Francia come canale tematico musicale (nonostante il gruppo avesse chiesto un'autorizzazione a trasmettere un canale semi-generalista), concessione però poi convertita per canale semi-generalista e girata alla nuova emittente W9.
Il 24 gennaio 2012 l'emittente inizia le trasmissioni in alta definizione, in esclusiva per la piattaforma Canalsat.
Il 1º giugno dello stesso anno, M6 Music Hits ritorna M6 Music, data la soppressione dei canali M6 Music Black ed M6 Music Club.

## Loghi
| 31 marzo 2005 - 20 gennaio 2009 |
| ------------------------------- |